# Roséchampagne

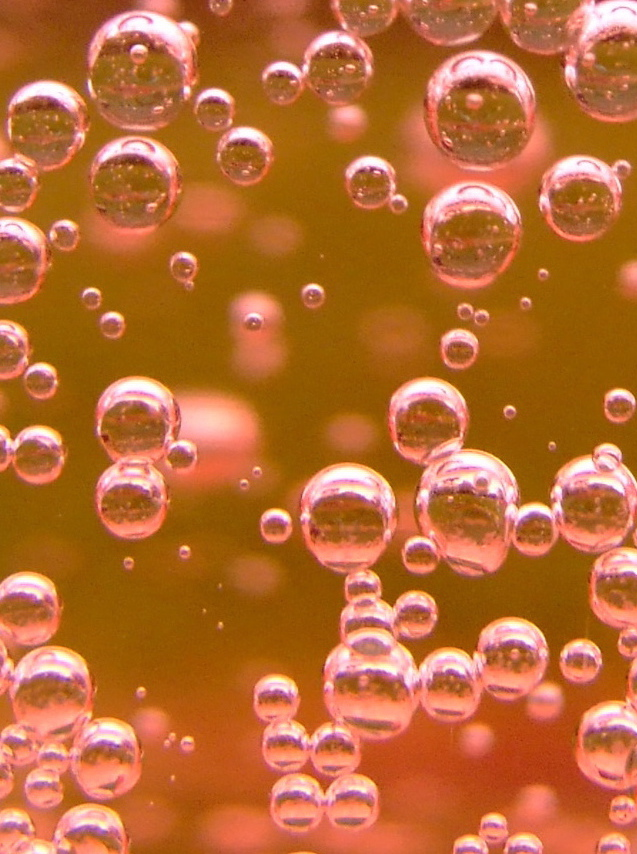
Roséchampagne

Een roséchampagne is een champagne die door de fabricage roze is. De mousserende wijn lijkt daardoor op de rosé zoals die in andere wijngebieden, bijvoorbeeld in Anjou, wordt gemaakt.
Roséchampagnes mogen worden gemaakt op de traditionele wijze; door de uitgeperste pinot noir of pinot meunier enige tijd samen met de schillen in kuipen te bewaren. Het contact van de kleurloze most met de schillen zorgt ervoor dat de most eerst roze en uiteindelijk rood wordt. Omdat champagne niet te veel tannine mag bevatten mogen druiven en schillen niet te lang macereren. 
Een meer verfijnde en ook duurdere methode is de druiven te laten "bloeden". De  wegstromende rosé de saignée wordt opgevangen wanneer men de druiven zonder te persen opstapelt. 
Een derde methode, een die in Europa alleen in de Champagne wordt toegelaten is het vermengen van de witte champagne met ongeveer 15% rode wijn. Deze rode wijn is traditioneel bereid en is soms afkomstig van de pinot noir en pinot meunier in de Coteaux champenois. Men kan ook rode wijn toevoegen bij de liqueur d'expédition om roséchampagne te fabriceren.